# Arguis
Arguis es una localidad y municipio español perteneciente a la comarca de la Hoya de Huesca, provincia de Huesca, en la comunidad autónoma de Aragón. Se sitúa a la umbría de las sierras de Gratal y el Águila, 20 km al norte de la ciudad Huesca.

## Geografía

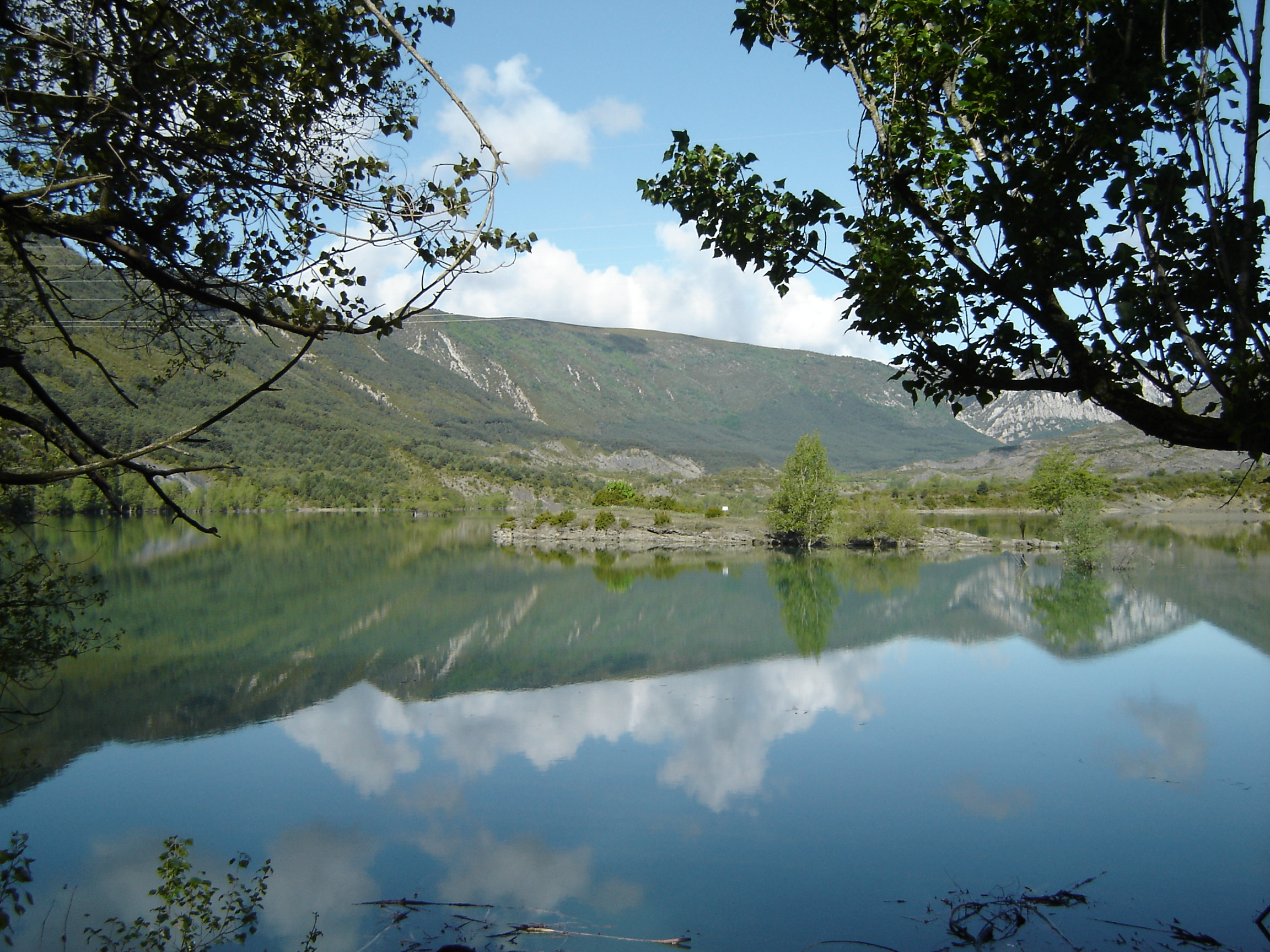
Embalse de Arguis

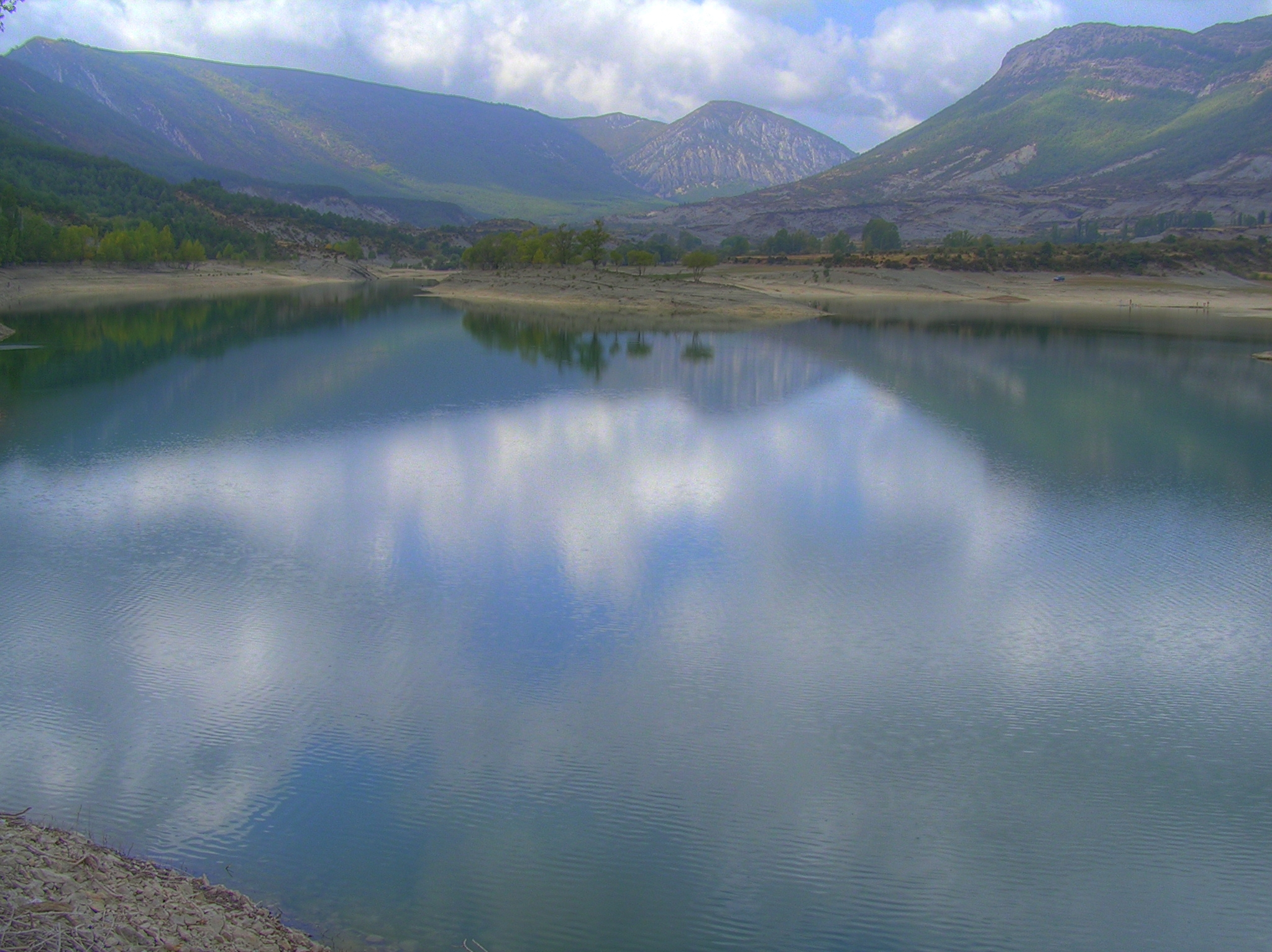
Embalse de Arguis

Integrado en la comarca de Hoya de Huesca, se sitúa a 24 kilómetros de la capital provincial. El término municipal está conectado a la red viaria por la autovía Mudéjar (A-23), además de las carreteras locales que unen Arguis con las localidades de Las Peñas de Riglos y Belsué. 
El relieve del municipio está definido por el valle del río Isuela y algunas sierras prepirenaicas: sierra de Javierre al norte (1546 m), sierra de Gratal al sur (1567 m), sierra del Águila al este (1609 m) y sierra de Loarre (1470 m) y Sierra Caballera (1565 m) al oeste. El río Isuela nace en el mismo municipio, cerca del Monte Peiró, y represa sus aguas en el pantano de Arguis, el más antiguo de Aragón. También nace en el municipio el pequeño río Garona, afluente del Gállego y el río Flumen, afluente del Alcanadre. Parte de su término municipal está ocupado por el parque natural de la Sierra y los Cañones de Guara. La altitud oscila entre los 1609 metros al este (pico del Águila) y los 900 metros a orillas del río Isuela. El pueblo se encuentra a 1044 metros sobre el nivel del mar
Limita con los siguientes municipios: Caldearenas, Las Peñas de Riglos, Nueno y La Sotonera.

## Historia
Según el historiador medievalista Antonio Ubieto Arteta, la primera mención que se tiene de Arguis es en el Cartulario de San Juan de la Peña (1070), en el que se cita dommus Balla de Argis (la casa Balla de Argis).

## Demografía
Arguis cuenta con una población de 165 habitantes (INE 2024).
| Gráfica de evolución demográfica de Arguis entre 1842 y 2021 |
| |
| Población de derecho según los censos de población del INE Población de hecho según los censos de población del INEEntre el censo de 1970 y el anterior, crece el término del municipio porque incorpora a 22533 (Bentué de Rasal) |

### Localidad
La localidad de Arguis, cuenta actualmente según el padrón municipal para 2021 del INE con 283 habitantes.
| Gráfica de evolución demográfica de Arguis (localidad) entre 1900 y 2021                                         |
| |
| Población de derecho según los censos de población del IAEST e INE. Población según el padrón municipal de 2021. |

### Otros núcleos de población
Asimismo, dentro del municipio de Arguis se encuentra la localidad de Bentué de Rasal, cuya población actualmente según el INE es de 8 habitantes.

## Administración y política
| Período   | Alcalde                    | Partido |  |
| --------- | -------------------------- | ------- |  |
| 1979-1983 | Ángel Aznar García         | UCD     |  |
| 1983-1987 | [cita requerida]           | AP      |  |
| 1987-1991 | Francisco Aroca Albaladejo | CDS     |  |
| 1991-1995 | Francisco Aroca Albaladejo | CDS     |  |
| 1995-1999 | Mariano Claver Lanaspa     | PAR     |  |
| 1999-2003 | Mariano Claver Lanaspa     | PAR     |  |
| 2003-2007 | Mariano Claver Lanaspa     | PAR     |  |
| 2007-2011 | Julián Périz Nerín         | PP      |  |
| 2011-2015 | Sergio Lanaspa Rodríguez   | PP      |  |
| 2015-2019 | Nicolás Malo López         | PAR     |  |
| 2019-2023 | Alfonso Gella González     | PSOE    |  |
| 2023-2027 | Alfonso Gella González     | PSOE    |  |

| Partido político    | Partido político                                   | 2003   | 2007   | 2011   | 2015   | 2019   | 2023   |
| Partido político    | Partido político                                   | Ediles | Ediles | Ediles | Ediles | Ediles | Ediles |
|                     | Partido de los Socialistas de Aragón (PSOE-Aragón) | —      | —      | 1      | 1      | 3      | 4      |
|                     | Chunta Aragonesista (CHA)                          | —      | —      | —      | 1      | 1      | 1      |
|                     | Ciudadanos (CS)                                    | —      | —      | —      | —      | 1      | —      |
|                     | Partido Aragonés (PAR)                             | 1      | —      | —      | 2      | —      | —      |
|                     | Partido Popular de Aragón (PP)                     | —      | 1      | 4      | 1      | —      | —      |
| Total de concejales | Total de concejales                                | 1      | 1      | 5      | 5      | 5      | 5      |

## Cultura

### Patrimonio

#### Monumentos religiosos

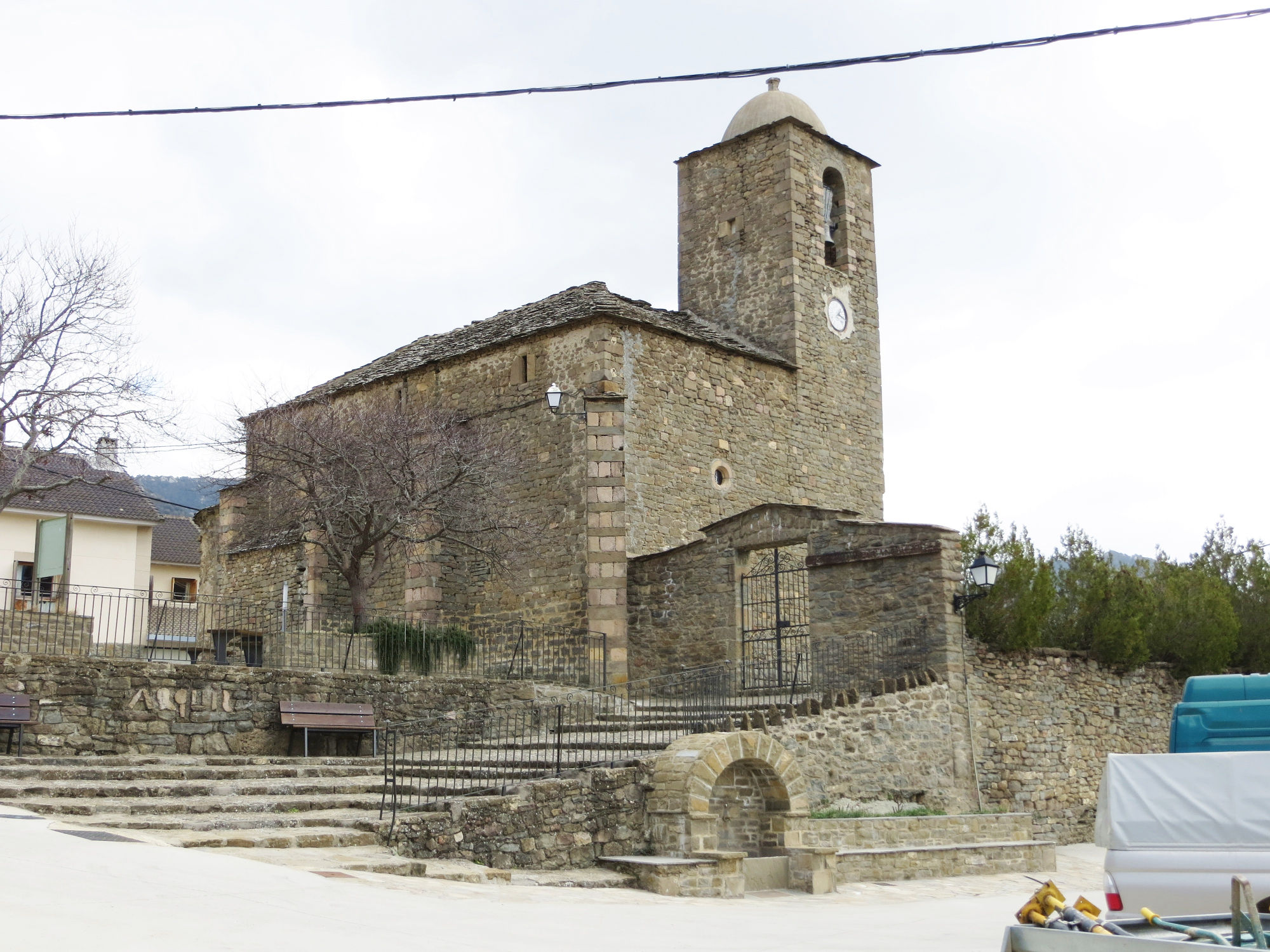
Iglesia parroquial de San Miguel en Arguis

- La iglesia parroquial de San Miguel es de estilo románico, del siglo XII, aunque reformada en el siglo XVI.

Un retablo del siglo XV perteneciente a esta iglesia puede contemplarse en el Museo del Prado.
- En las inmediaciones de la localidad se encuentra la ermita de Nuestra Señora de Soldevilla, de los siglos XVI y XVII, y la ermita de la Magdalena (ss. XVI-XVIII), situada en los prados altos de Bonés y que posee una necrópolis medieval de lajas.[12]

#### Monumentos civiles
- Embalse de Arguis

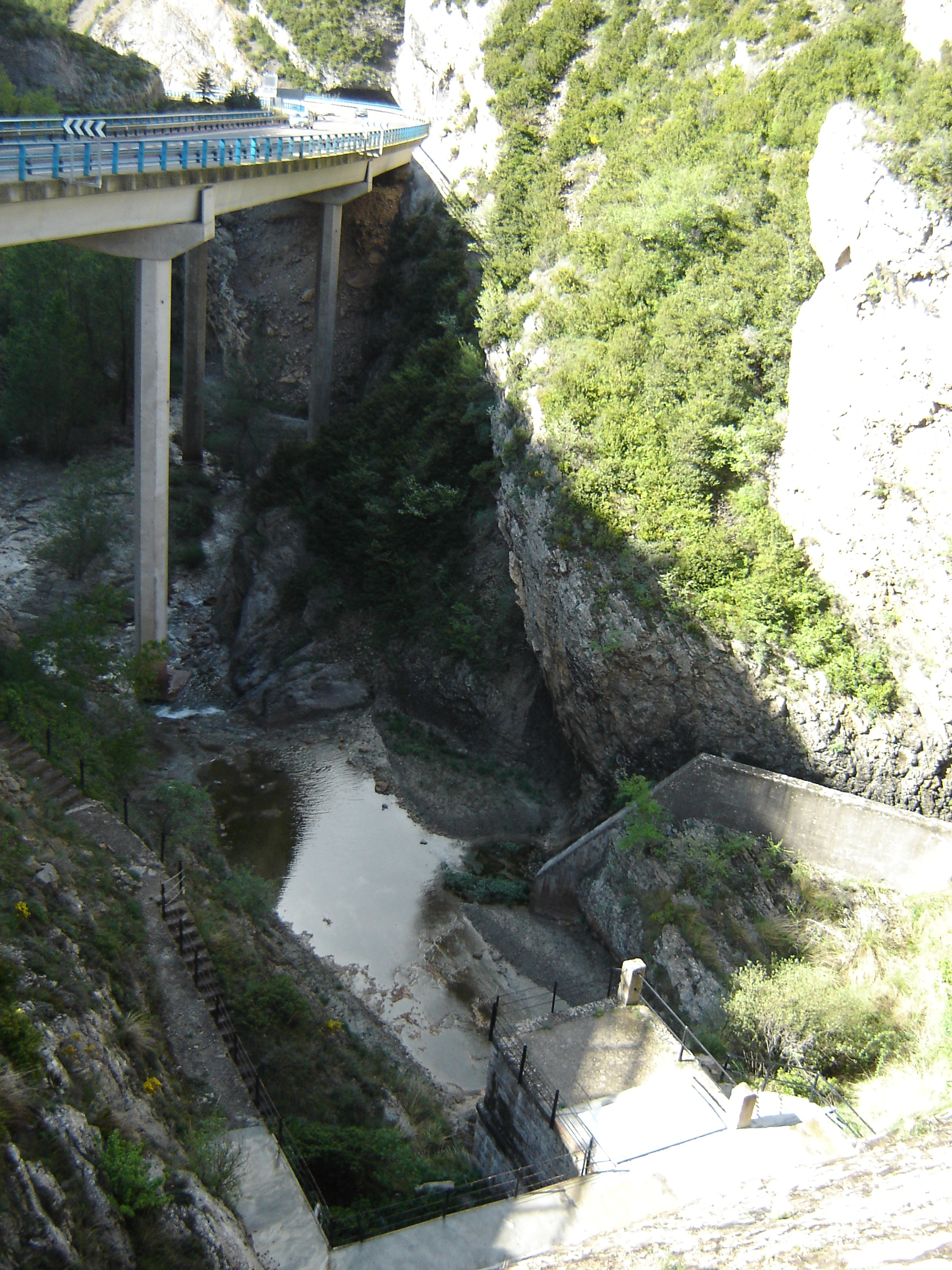
Presa de Arguis y río Isuela, con el puente de la N-330

- Carretera, puentes y túneles de la antigua  C-136  al puerto de Monrepós (Periodo constructivo 1920-1946)
- Puente medieval sobre el río Isuela

### Fiestas
- Día 22 de julio en honor a Santa María Magdalena.
- Día 29 de septiembre en honor a san Miguel.

### Deporte
- Pesca en el embalse de Arguis.
- Escalada en la sierra de Bonés.
- Boulder en la zona coto de caza de Arguis.
- Senderismo y trekking.
- Ciclismo en la  C-136  al puerto de Monrepós.
- Mountain-Bike
- Perimetrail de Arguis

Su ubicación junto a la vieja carretera  C-136  que asciende al mítico puerto de Monrepós ha hecho de este pueblo un icono en el mundo del motor con diversas ediciones de rallyes y subidas, como el célebre Rallye Firestone y también en el mundo del ciclismo con diversas etapas de la Vuelta Ciclista a España y la recordadas clásicas ciclistas Zaragoza-Sabiñanigo o la Aragón-Bearn.
No obstante, donde esta localidad es considerada un verdadero icono es entre los motoristas de toda Europa que frecuentan las viejas curvas del puerto durante todo el año, considerando al pueblo de Arguis la "Capital del Motociclismo Español" y comparándolo incluso con el Camino de Santiago.
Tras una estrecha relación desde los años 40 con el motociclismo, el 11 de septiembre de 1961 se inauguró en las inmediaciones de la localidad, junto a la carretera  C-136  que asciende al puerto de Monrepós, la primera hospedería para motoristas de la historia de España, denominada "Moto-Refugio San Cristóbal".
Para el mes de diciembre se realiza una reunión de motos, denominada Reunión Invernal de Arguis organizada por el Moto Club Monrepós y que tiene el honor de ser el encuentro de motoristas más antiguo de España, pues se celebra ininterrumpidamente desde 1974. A esta reunión acude gran cantidad de personas de diferentes partes de Europa aficionados a las dos ruedas para celebrar un gran encuentro en torno a una gran hoguera. La Reunión recibió la felicitación de S.M. El Rey de España en 2013.
Para el año 2020, tenía previsto celebrarse la I Perimetrail de Arguis, una carrera de montaña en la que los corredores ascienden las cumbres altas del entorno del municipio, pero tuvo que ser pospuesta debido a la crisis sanitaria provocada por la pandemia de la COVID-19. Finalmente, la primera edición de dicha prueba verá la luz el 23 de mayo de 2021